# Eyemouth
Eyemouth (orthographié à l'origine Aymouth ; en gaélique écossais Inbhir Eighe) est une petite ville et paroisse située dans le comté de Berwickshire, dans la région des Scottish Borders.

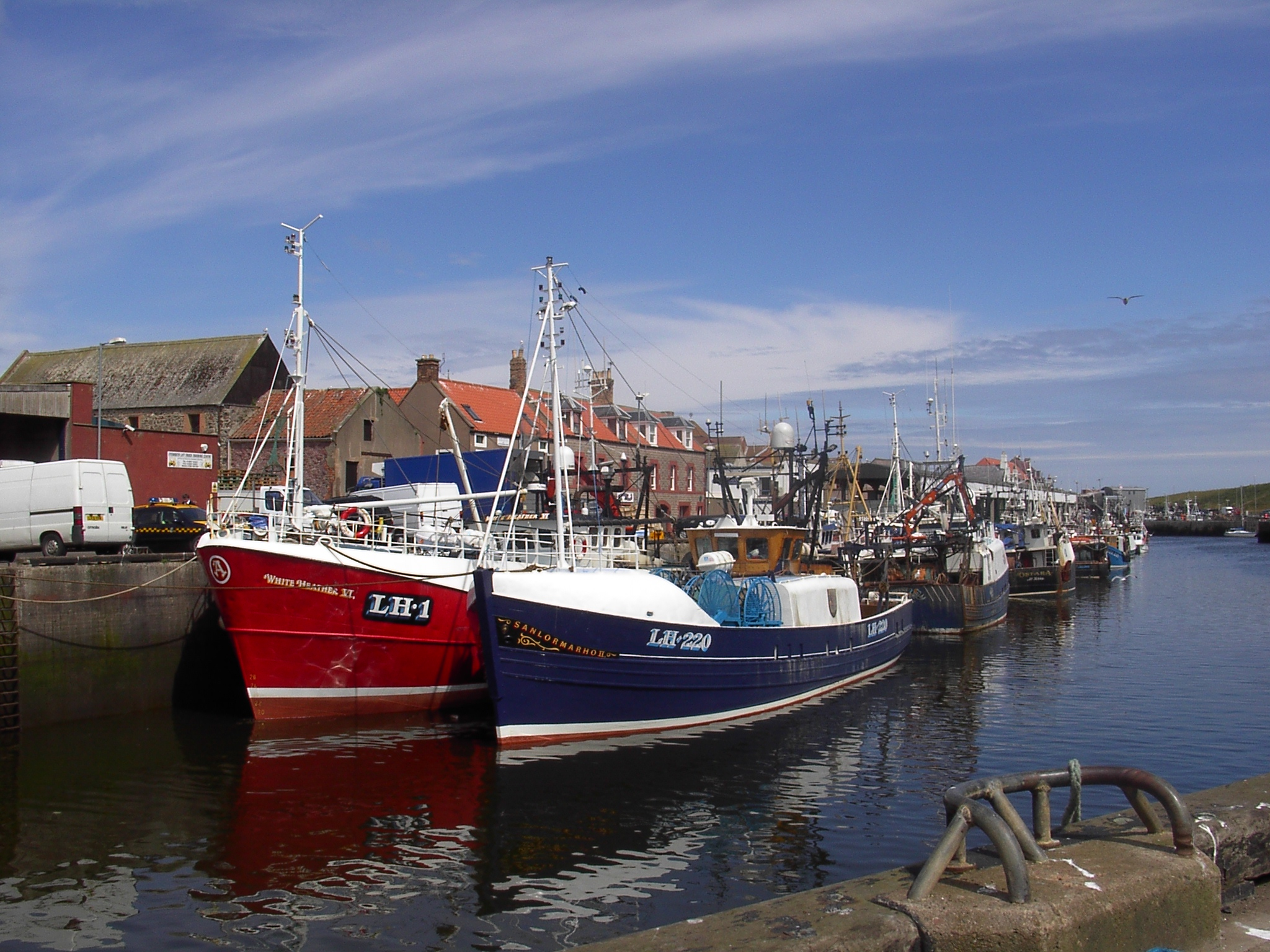
Eyemouth montrant le port, juillet 2004

## Géographie
Le nom de la ville vient de son emplacement à la source de l'Eye Water. Le littoral du berwickshire se compose de hautes falaises avec des criques de sable et de petits ports pittoresques. Port de pêche, Eyemouth célèbre, chaque année, son festival du hareng de la reine (the herring's queeen). Les constructions les plus remarquables de la ville sont la Gunsgreen House et la maison de l'horloge du vieux cimetière édifiée pour monter la garde contre les Resurrectionists (profanateurs de tombes) appelés les body snatchers. Bon nombre de caractéristiques d'un village de pêcheurs traditionnels sont préservés dans les rues étroites et venelles adaptées à la tradition de l'ancienne contrebande venant de la mer. Eyemouth n'est pas très éloigné des petits villages de Ayton, Reston, St Abbs, Coldingham and Burnmouth. La côte offre des opportunités pour l'observation des oiseaux, la marche, la pêche et la plongée. L'hébergement comprend plusieurs hôtels, des "bed and breakfast" et un centre de vacances. La géologie de la région apporte les éléments de preuve conduisant James Hutton à annoncer la modification spectaculaire de la surface de la terre au cours des âges. Charles Darwin reprit et popularisa les idées de James Hutton.

## Histoire
C'est à Eyemouth qu'on trouve les premiers tracé à l'italienne des îles britanniques. Leur construction a débuté en 1547 sous la direction de Richard Lee (1513 – 1575). Ils ont été démolis en 1550 lors du Rough Wooing. Reconstruits six ans plus tard, ils ont permis de résister à 500 troupes françaises. Ils sont à nouveau démolis lors du Traité du Cateau-Cambrésis en 1559. Les traces de ces remparts sont encore visibles aujourd'hui.
Eyemouth appartenait à la baronnie de Coldingham, possédée jusqu'au XVIIe siècle par le prieuré de Coldingham, après avoir appartenu à la famille, qui avait tenu la baronnie depuis le XVe siècle. Tous les propriétaires terriens se transmettaient leur baronnie de génération en génération.